# Landesbibliothek „Dr. Friedrich Teßmann“
Die Landesbibliothek „Dr. Friedrich Teßmann“, 1982 in Bozen errichtet, ist mit über 500.000 Medieneinheiten die größte wissenschaftliche Allgemeinbibliothek Südtirols. In ihrer Sammeltätigkeit strebt sie bei regionalem Schrifttum Vollständigkeit an, wobei Veröffentlichungen aus dem Raum des historischen Tirol – die sogenannten Tirolensien – besonders berücksichtigt werden. Darüber hinaus sammelt die Landesbibliothek hauptsächlich deutsch- und ladinischsprachige Literatur aus sämtlichen Wissensgebieten (mit Ausnahme der Kinder- und Jugendliteratur).
Die Digitale Bibliothek der „Teßmann“ macht – in Zusammenarbeit mit Europeana – historische Zeitungsbestände des 19. und 20. Jahrhunderts, Tirolensien und Grafiken elektronisch verfügbar.
Neben der Funktion eines wissenschaftlichen Informationszentrums zur Förderung von Forschung, Berufs- und Weiterbildung versteht sich die Bibliothek – analog zur Bibliothek des Tiroler Landesmuseum Ferdinandeum – als regionales Dokumentationszentrum, das gezielt eine landeskundliche Sammlung zur Bewahrung des kulturellen Erbes aufbaut. Darüber hinaus dient die Landesbibliothek als Kommunikationszentrum, da sie als Ort des Lernens und Wissens fungiert.

## Geschichte

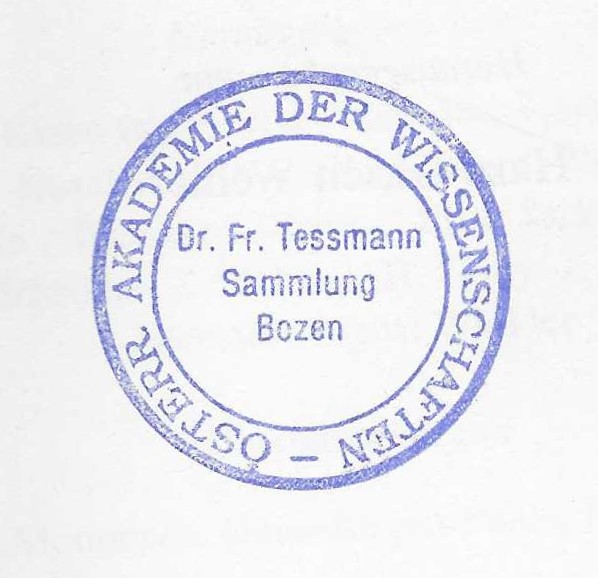
Besitzstempel der Bibliothek

1957 schenkte der Südtiroler Landeskundler und Politiker Friedrich Teßmann (1894–1958) seine überwiegend aus Tirolensien bestehende, ca. 12000 Bücher umfassende Privatbibliothek der Österreichischen Akademie der Wissenschaften unter der Bedingung, die Sammlung in Bozen der Öffentlichkeit zugänglich zu machen und mit einschlägigen Neuerscheinungen zu erweitern. Die Sammlung wurde zunächst im Petersaal des Ansitzes Thurn in der Bozner Dr.-Streiter-Gasse bereitgestellt und am 22. September 1958 vom Akademie-Präsidenten Richard Meister feierlich eröffnet, ehe sie ab 1967 gemeinsam mit der Studienbibliothek des Südtiroler Kulturinstituts im Haus der Kultur „Walther von der Vogelweide“ verwaltet wurde.
1982 bildete die Sammlung den Grundstock der Südtiroler Landesbibliothek „Dr. Friedrich Teßmann“, die im Bozner Stadtteil Gries angesiedelt ist. Mehrere Nachlässe und Buchsammlungen, wie die des deutschen Germanisten Hermann Pongs, des Mediziners Otto Rudl, der Historiker Hans Kramer und Anton Dörrer, des Geografen Hans Kinzl, des Politikers Silvio Flor, des Unternehmers Demetrio Zaccaria, des Journalisten Otto Brandstätter, des Volkskundlers  und des Landeskundlers Franz Hieronymus Riedl, sowie Schenkungen erweiterten seither die Bestände.
1985 bezog die Südtiroler Landesbibliothek gemeinsam mit dem Südtiroler Landesarchiv und dem Staatsarchiv Bozen einen Neubau im Stadtteil Gries-Quirein.
1992 wurde die EDV-Verwaltung eingeführt. Seit 1999 ist der Bestand im Verbundkatalog der österreichischen Landesbibliotheken, seit 2003 im Karlsruher Virtuellen Katalog nachgewiesen.
2008 wurde die Teßmann-Bibliothek vom Bozner Architekten Christoph Mayr-Fingerle umgestaltet; dabei wurden der Ausleihbereich erneuert und der Zeitschriftenbereich und der EDV-Bereich vergrößert.
2021 beteiligte sich die Bibliothek am grenzüberschreitenden Projekt Zeit.shift, einem Projekt zur Erschließung des Gesamttiroler Kulturerbes.